# Historia meteorológica del huracán Dennis
El huracán Dennis duró veintidós días, desde su inicio como onda tropical sobre África el 26 de junio de 2005 hasta su disipación el 18 de julio sobre los Grandes Lagos de Norteamérica. La incipiente onda que se convirtió en Dennis emergió sobre el Océano Atlántico el 29 de junio y se desplazó rápidamente hacia el oeste. El aire seco impidió inicialmente su desarrollo, aunque una vez que éste disminuyó la onda pudo consolidarse en una depresión tropical el 4 de julio. La depresión pronto cruzó Granada antes de entrar en el Caribe, donde los factores ambientales cada vez más favorables, como la baja cizalladura del viento y las altas temperaturas de la superficie del mar, propiciaron la intensificación. Girando hacia el oeste-noroeste, el sistema alcanzó la categoría de tormenta tropical el 5 de julio y de huracán al día siguiente.
La formación de un ojo bien definido y la nublado denso central indicaron la intensificación de Dennis hasta convertirse en un huracán de gran intensidad. La poderosa tormenta pronto golpeó la provincia de Granma, Cuba, como categoría 4 a principios del 8 de julio; los violentos vientos azotaron la provincia y causaron grandes daños. En paralelo a la costa occidental de Cuba, Dennis alcanzó sus vientos máximos de 240 km/h más tarde ese mismo día antes de aterrizar por segunda vez en el país, esta vez en la provincia de Matanzas. La interacción con las montañas de Cuba causó un debilitamiento significativo; sin embargo, una vez que Dennis emergió sobre el Golfo de México el 9 de julio, fue capaz de reconstituirse rápidamente. El huracán alcanzó la categoría 4 por tercera vez el 10 de julio al acercarse a Florida, debilitándose un poco antes de golpear el estado. Una vez en tierra, el ciclón se debilitó drásticamente. Dennis permaneció como depresión tropical y baja remanente durante aproximadamente una semana, atravesando el valle del río Mississippi y el valle del río Ohio antes de disiparse finalmente sobre Ontario el 18 de julio.

## Origen

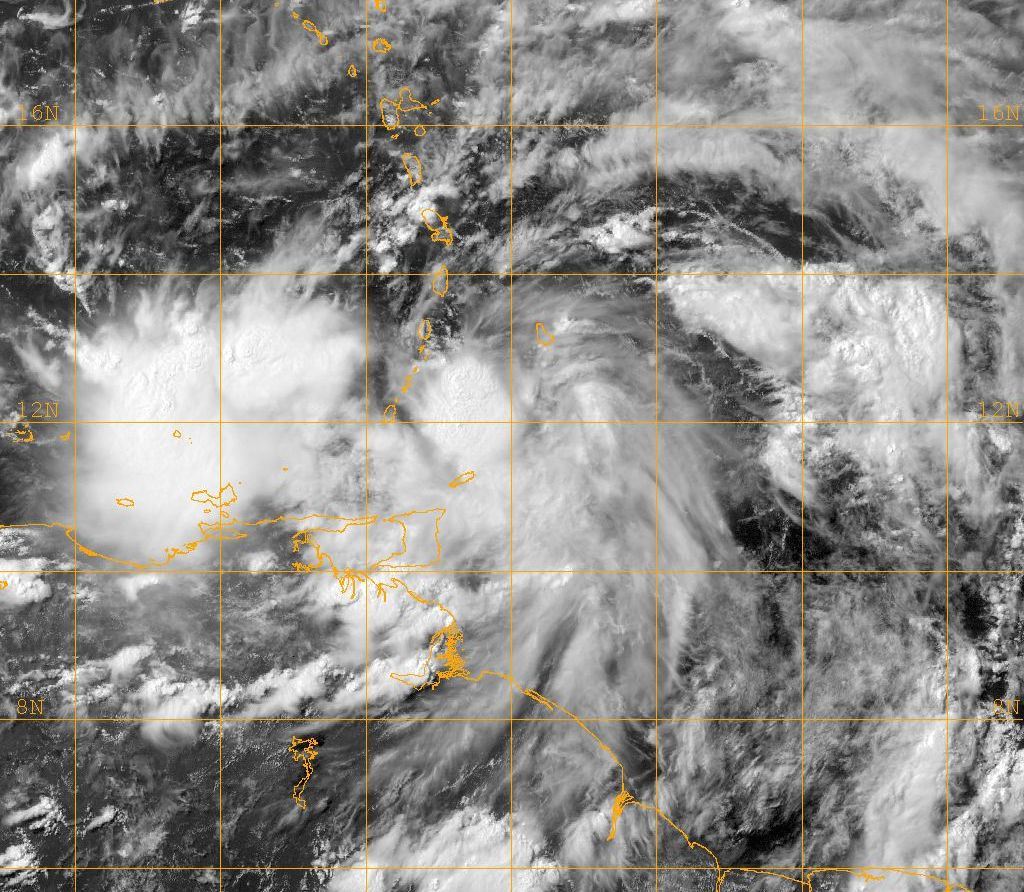
Depresión Tropical Cuatro tras su clasificación como ciclón tropical el 4 de julio, justo al norte de Tobago.

El 26 de junio de 2005, el Centro Nacional de Huracanes (NHC, siglas en inglés de National Hurricane Center) comenzó a monitorear una onda tropical tierra adentro sobre África. El evento fue rastreado a través de observaciones de radiosonda de varias naciones durante dos días antes de ser analizado como un fenómeno de superficie el 28 de junio sobre el oeste de Senegal. El sistema, que se desplazaba hacia el oeste y estaba acompañado de convección dispersa (con chubascos y tormentas eléctricas), presentaba cierto flujo ciclónicoy emergió sobre el océano Atlántico temprano el 29 de junio. Las observaciones contradictorias desde Dakar, Senegal, dificultaron el seguimiento de la onda, ya que las observaciones de la superficie revelaban un claro cambio en la dirección del viento y los sondeos de niveles superiores no mostraban ningún cambio. Independientemente de la posición exacta del sistema, la convección que lo acompañaba pronto disminuyó y el sistema se volvió poco definido. Para el 30 de junio, el sistema creció significativamente y se desarrollaron múltiples circulaciones de bajo nivel dentro de la envoltura ciclónica más amplia. Los modelos meteorológicos de la época mostraban una baja probabilidad de ciclogénesis tropical en los días siguientes. El desarrollo gradual se produjo en los días siguientes, aunque la amplia circulación permaneció inicialmente desprovista de convección debido al aire seco asociado a la capa de aire sahariano.
El 2 de julio, a medida que el sistema avanzaba hacia el oeste, aparecieron dos centros de bajo nivel distintos. Las observaciones de superficie de las Islas de Barlovento y Guyana mostraban una amplia circulación; sin embargo, las animaciones por satélite no mostraban un centro definido, lo que impidió su clasificación como ciclón tropical. De los dos centros, el más occidental se desplazó a través de las Islas de Barlovento a principios del 4 de julio y perdió estructura poco después. A lo largo del día se desarrollaron bandas de lluvia con la circulación del este, consolidándose alrededor de una baja de 1012 mbar (hPa; 29,89 inHg). Más tarde, el 4 de julio, el flujo de salida en niveles superiores (una característica anticiclónica que proporciona ventilación térmica a los ciclones tropicales y permite un mayor desarrollo) se hizo cada vez más prominente. Con la organización continua, el NHC clasificó el sistema como depresión tropical cuatro a las 18:00 UTC en el momento en que se situó 105 km al este de San Jorge (Granada).

## Intensificación y aterrizajes en Cuba

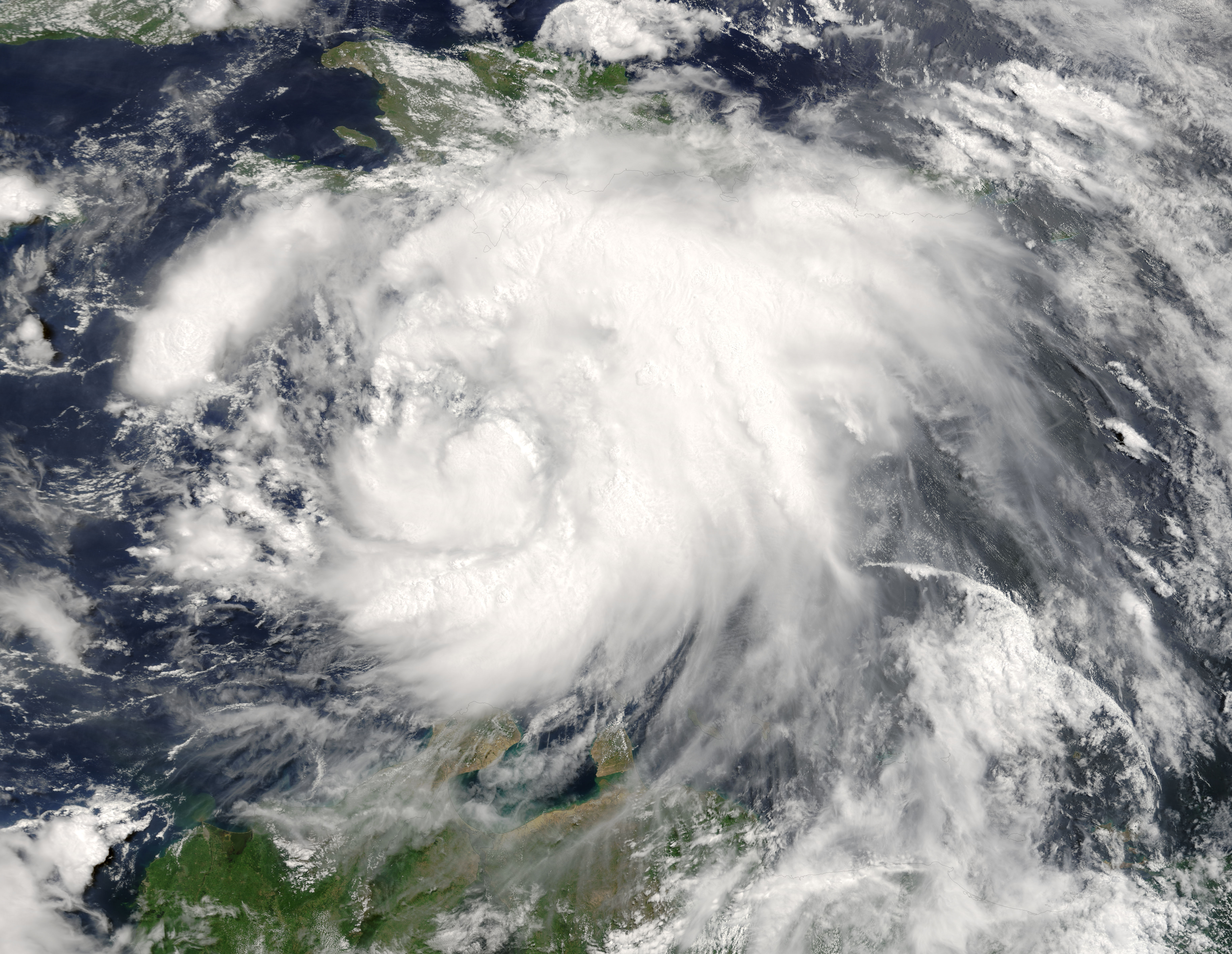
La tormenta tropical Dennis se extiende sobre el este del Mar Caribe el 6 de julio.

Incrustada dentro de un flujo profundo del este-sureste y a lo largo de la periferia de una cresta subtropical, la depresión se movió rápidamente a lo largo de un curso oeste-noroeste; pronto aterrizó sobre Granada a las 21:00 UTC del 4 de julio con vientos máximos sostenidos de 55 km/h. Al entrar en el Caribe, la convección profunda se desató sobre el sistema. Las condiciones ambientales por delante de la depresión favorecieron la intensificación hasta convertirla huracán, con poco o nada de cizalladura del viento, analizada a aproximadamente 25 mph (35 km/h) por debajo de la media, y las altas temperaturas de la superficie del mar alrededor de 29 °C presentes a lo largo de su trayectoria. Según las estimaciones de intensidad obtenidas por satélite mediante la técnica Dvorak, se considera que la depresión se ha convertido en una tormenta tropical a las 12:00 UTC del 5 de julio. En consecuencia, el NHC le asignó el nombre de Dennis en ese momento. Esto marcó la formación más temprana de la cuarta tormenta con nombre de la temporada en el registro; sin embargo, esto fue superado más tarde por la tormenta tropical Debby de 2012 que fue nombrada el 23 de junio.

A lo largo del 6 de julio, la convección se fue consolidando a medida que el sistema adquiría una componente más septentrional en su trayectoria. Los cazadores de huracanes que investigaban Dennis encontraron presiones barométricas en constante descenso, indicativas de intensificación. Alrededor de las 22:00 UTC, la observación desde la aeronave indicó que Dennis alcanzó la fuerza de huracán; se midió una presión central de 985 mbar (hPa; 29,09 inHg) y vientos a nivel de vuelo de 146 km/h. Un denso nublado central pronto floreció sobre el centro del huracán mientras que las imágenes de satélite de microondas mostraban un ojo cerrado y bien definido a nivel medio. En este punto, el único factor que inhibía el desarrollo era la interacción con las montañas de La Española y Jamaica. Dennis desarrolló un flujo de salida inusualmente prominente, especialmente a lo largo de su lado occidental, para su ubicación y época del año debido en parte a una vaguada inusualmente débil sobre el Atlántico medio.

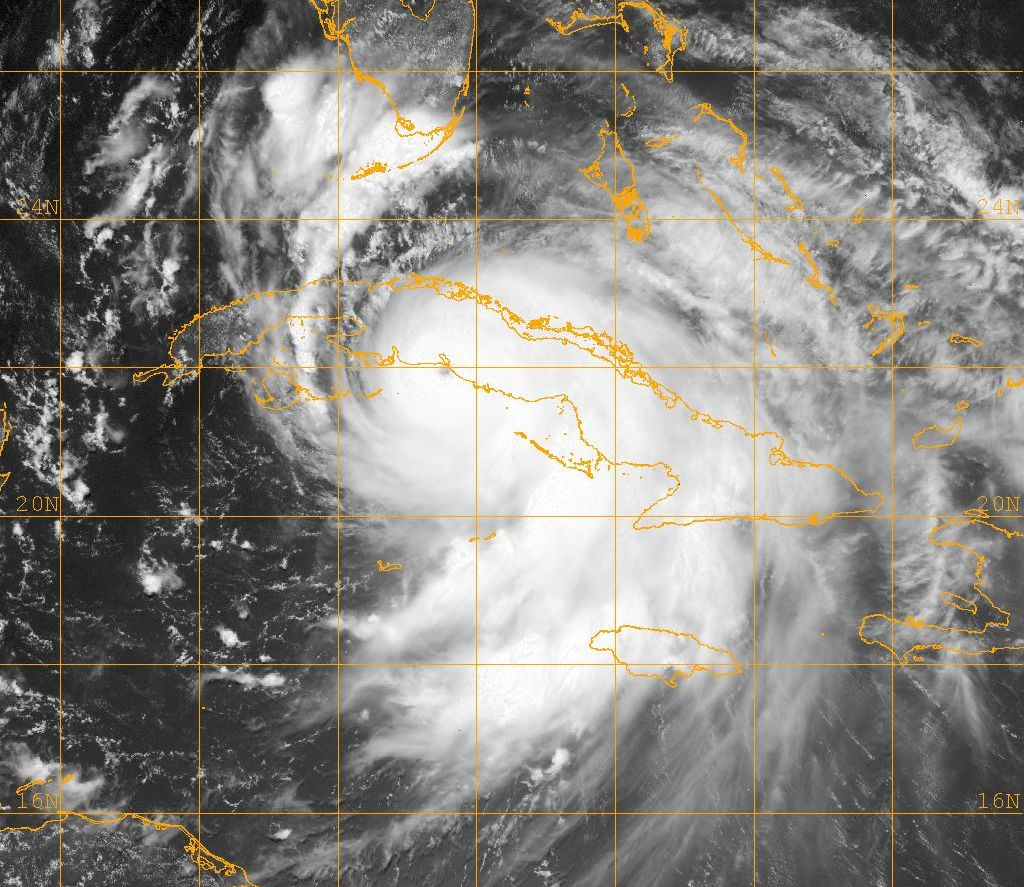
El huracán Dennis poco antes de tocar tierra en la provincia de Matanzas, Cuba, el 8 de julio como categoría 4.

Una rápida intensificación se produjo a lo largo del 7 de julio, mientras Dennis giraba más hacia el noroeste y se dirigía a través del Canal de Jamaica. Un ojo bien definido de 16 km se formó dentro de la nublado denso central del huracán esa noche. Dennis alcanzó el estatus de huracán mayor a las 18:00 UTC y el estatus de categoría 4 a las 00:00 UTC del 8 de julio mientras se acercaba al sur de Cuba. Un ciclo abreviado de reemplazo de la pared del ojo probablemente tuvo lugar durante este período ya que el ojo se expandió de 29 a 37 km de diámetro. Los vuelos de reconocimiento de la tormenta informaron de vientos a nivel de vuelo de 248 km/h y en base a esto se estima que Dennis alcanzó su pico inicial con vientos en superficie de 225 km/h. Alrededor de las 02:45 UTC, Dennis se movió brevemente sobre la provincia de Granma (Cuba), con su centro cruzando la costa cerca de Punta del Inglés (cerca de Cabo Cruz). Vientos violentos y destructivos azotaron la provincia. Una estación meteorológica en Cabo Cruz reportó vientos sostenidos de 214 km/h y una ráfaga de 238 km/h antes de ser destruida.
La interacción con tierra provocó un ligero debilitamiento; sin embargo, Dennis pronto emergió sobre el golfo de Guacanayabo y las aguas poco profundas y cálidas de la región impulsaron una brusca reorganización. El huracán se desplazó a lo largo de la espina occidental del archipiélago Jardines de la Reina, sometiendo a las islas a vientos de categoría 3 y 4. Paralelo a la costa de Cuba, Dennis alcanzó sus vientos máximos de 240 km/h alrededor de las 12:00 UTC del 8 de julio. Los cazadores de huracanes observaron vientos a nivel de vuelo de 278 km/h y una presión de 938 mbar (hPa; 27,70 inHg) alrededor de esta hora. El primer valor indicaba vientos en superficie con fuerza de categoría 5, mientras que el segundo arrojaba vientos ligeramente inferiores, mediante un método de relación presión-viento. En consecuencia, se eligió la fuerza máxima mencionada como acuerdo entre los datos contradictorios. Poco después de este pico se produjo otro ciclo de sustitución de la pared del ojo y se produjo un ligero debilitamiento Alrededor de las 18:45 UTC, Dennis aterrizó por segunda vez en Cuba, cerca de Punta Mangles Altos, en la provincia de Matanzas, con vientos de 225 km/h; se informó de una racha de 240 km/h en Cienfuegos. A pesar de moverse sobre tierra, el debilitamiento fue inicialmente lento debido a la proximidad del huracán al agua. Casi seis horas después de tocar tierra, Unión de Reyes sufrió vientos sostenidos de 180 km/h y rachas de hasta 198 km/h.

## Golfo de México y disipación

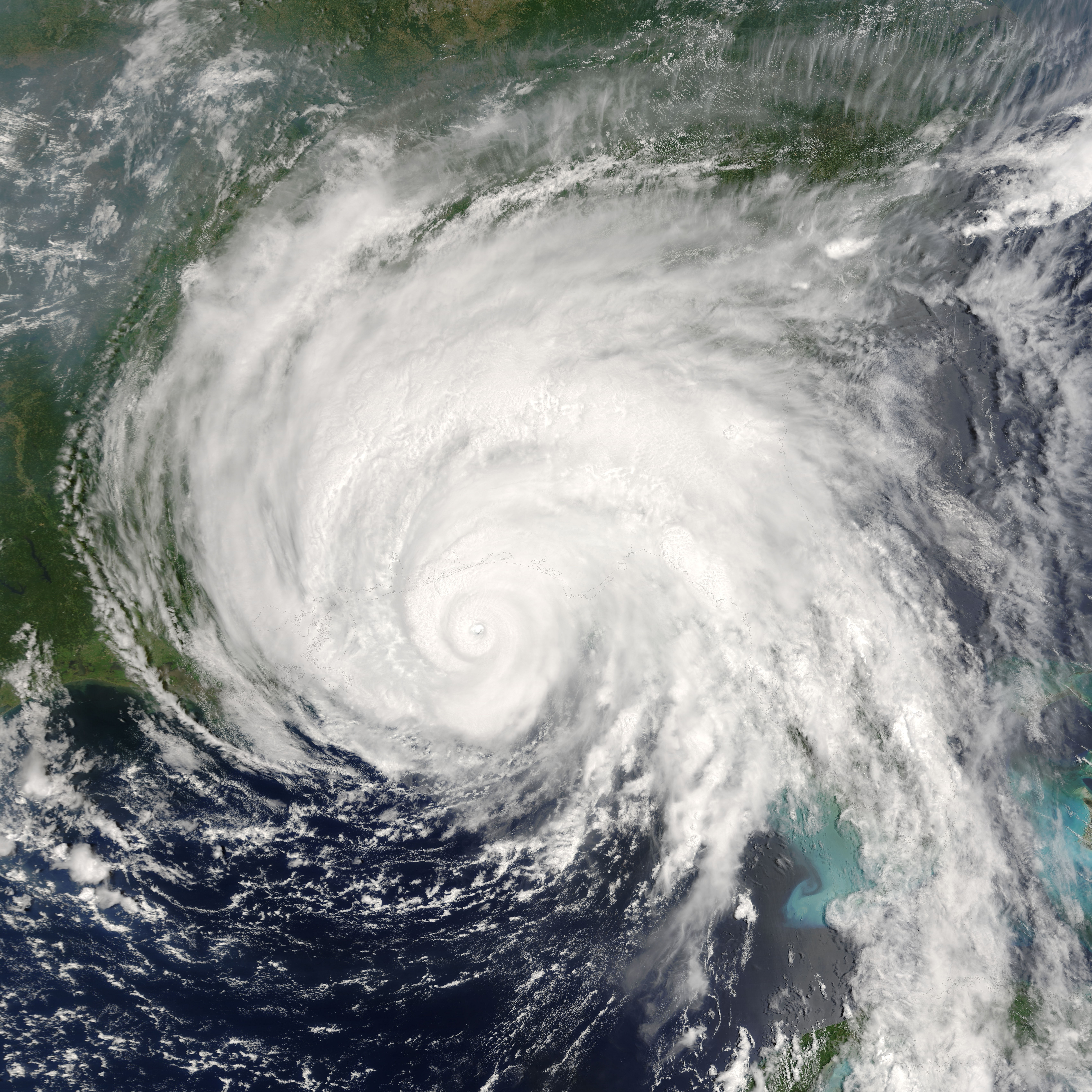
El huracán Dennis horas antes de tocar tierra en el Panhandle de Florida el 10 de julio.

Manteniendo su rumbo noroeste, Dennis emergió sobre el Golfo de México justo al norte de La Habana alrededor de las 05:00 UTC del 9 de julio. La prolongada interacción con las montañas de Cuba perturbó gravemente el núcleo del huracán, aunque consiguió mantener un ojo rasgado de 23 km de ancho. Cuando Dennis emergió sobre el agua, sus vientos máximos habían descendido a 140 km/h y su presión había subido a 973 mbar (hPa; 28,73 inHg). Situado a lo largo de la periferia occidental de una cresta, se produjo un giro gradual hacia el norte-noroeste. Un torbellino frío detuvo temporalmente una reorganización notable; sin embargo, una vez que Dennis despejó este torbellino pudo fortalecerse. A partir de las 18:00 UTC, el huracán experimentó una rápida intensificación “a un ritmo que rozaba la locura”, según describió el meteorólogo Jack Beven. En las 18 horas siguientes, su presión central cayó 32 mbar (hPa; 0,94 inHg), incluyendo una caída de 11 mbar (hPa; 0,32 inHg) en 1 hora y 35 minutos. Se observaron torres calientes que se extendían hasta 16 km durante el fortalecimiento. La intensificación culminó con Dennis alcanzando vientos de 230 km/h a las 06:00 UTC del 10 de julio y alcanzando su presión más baja de 930 mbar (hPa; 27,46 inHg) a las 12:00 UTC. Esto situó a Dennis como el huracán más fuerte antes de agosto en la cuenca atlántica; no obstante, fue eclipsado sólo seis días después por el huracán Emily, que fue el primero de categoría 5 registrado en julio. En ese momento, el huracán estaba situado a unos 290 km al suroeste de Tallahassee (Florida). Aunque Dennis presentaba una gran circulación con vientos de tormenta tropical que se extendían hasta 370 km desde su centro, su núcleo era compacto y los vientos huracanados sólo se extendían 65 km hacia el exterior.
Al final del 10 de julio, Dennis atravesó una zona con un menor contenido de calor oceánico. Junto con el arrastre de aire seco de nivel medio a superior, se produjo un notable debilitamiento a medida que el huracán se acercaba al mango de Florida. Alrededor de las 19:30 UTC, Dennis tocó tierra por tercera y última vez como huracán mayor sobre la isla Santa Rosa, entre Navarre Beach y Gulf Breeze, con vientos estimados de 195 km/h y una presión de 946 mbar (hPa; 27,94 inHg). Una torre del Programa de Gestión Costera de Florida en Navarre observó vientos sostenidos de 159 km/h y una racha de 195 km/h. El huracán se debilitó dramáticamente una vez que se movió hacia la costa, con vientos que cayeron por debajo de la fuerza de tormenta tropical en sólo 12 horas. Al debilitarse a depresión el 11 de julio, el manejo de los avisos operativos fue transferido del NHC al Centro de Predicción Meteorológica (anteriormente Centro de Predicción Hidrometeorológica).
La persistente depresión continuó hacia el norte-noroeste a través del valle del río Mississippi y se ralentizó gradualmente. El debilitamiento de las corrientes de dirección hizo que Dennis se ralentizara y girara hacia el noreste mientras atravesaba el valle del río Ohio el 12 y 13 de julio. La circulación de Dennis se alargó y el sistema degeneró en una baja remanente no convectiva a las 12:00 UTC del 13 de julio mientras se desplazaba por Illinois. A partir de entonces, el ciclón ejecutó un bucle prolongado en el sentido de las agujas del reloj sobre el estado antes de acelerar hacia el noreste el 16 de julio. Durante este período, una banda de fuertes precipitaciones se estableció sobre el sur de los montes Apalaches; lluvia récord cayó a través del norte de Georgia, con totales localizados de más de 250 mm. Los remanentes más tarde cruzaron los Grandes Lagos antes de ser absorbidos en un ciclón extratropical más grande sobre Ontario el 18 de julio.